# Mosquée Bab Jazira

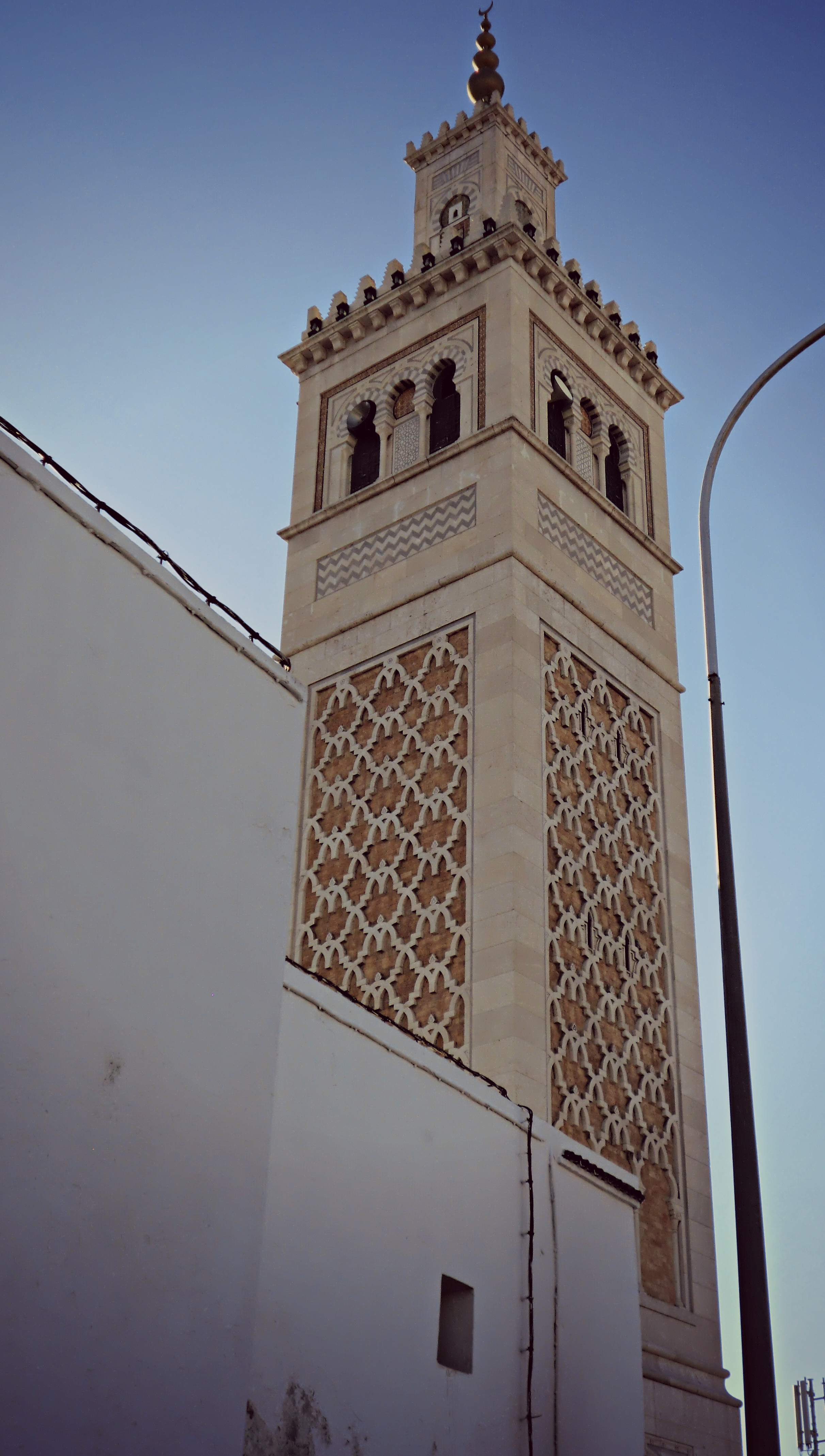
Minaret de la mosquée Bab Jazira

La mosquée Bab Jazira (arabe : جامع باب الجزيرة), également appelée mosquée El Jenaïz ou mosquée des Funérailles (جامع الجنائز) est une mosquée tunisienne située sur la place El Jazira à Tunis (Tunisie).

## Histoire
La mosquée est fondée vers la fin du XIIIe siècle ou le début du XIVe siècle par Mohamed Abdallah El Gharbi, comme indiqué sur la plaque commémorative.
Elle est restaurée au XVIIe siècle par Ali Thabet, un ministre de Youssef Dey. Vers la fin du XIXe siècle, son minaret est entièrement reconstruit par l'architecte Ahmed Chérif.

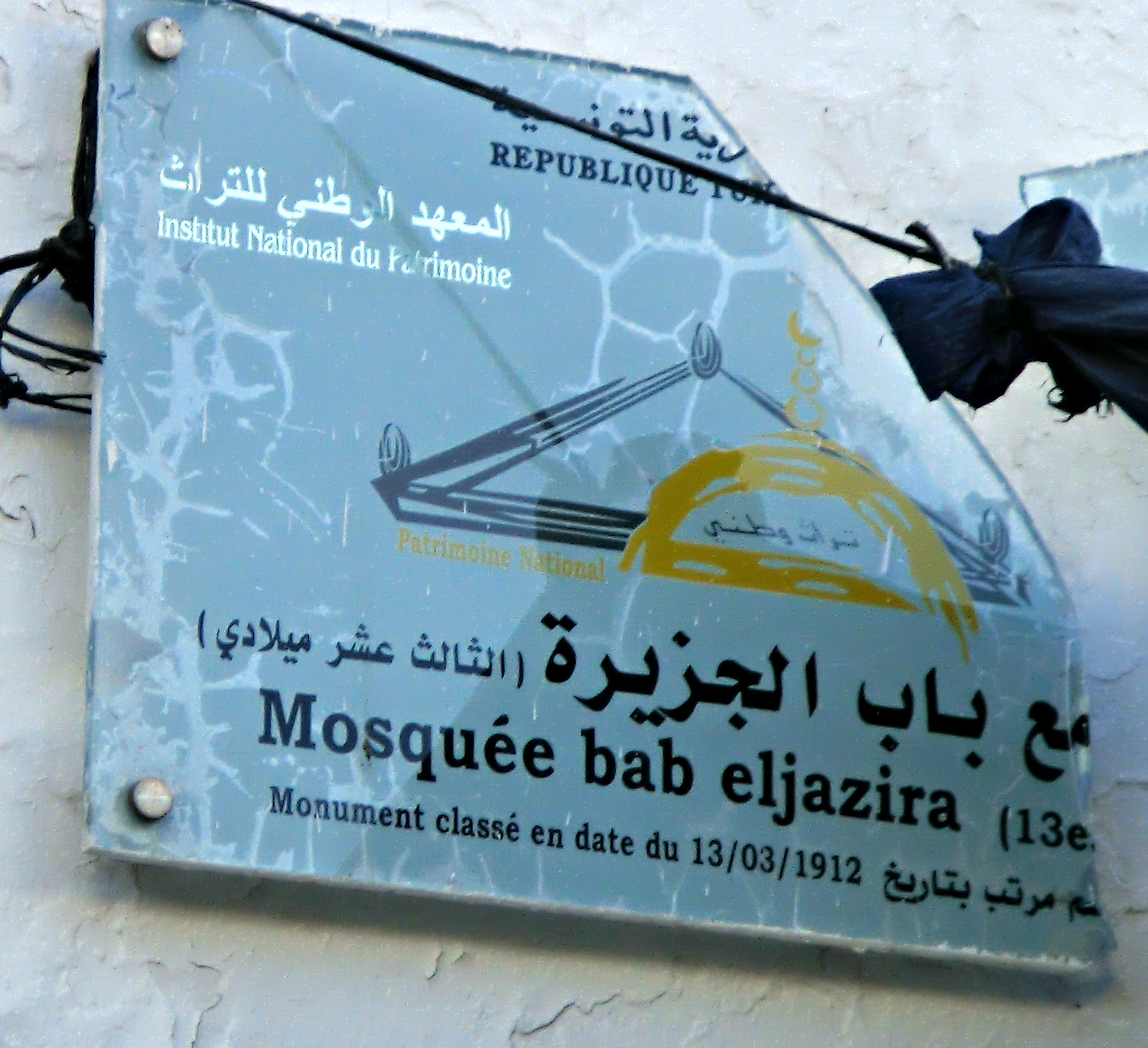
Plaque de l'Institut national du patrimoine
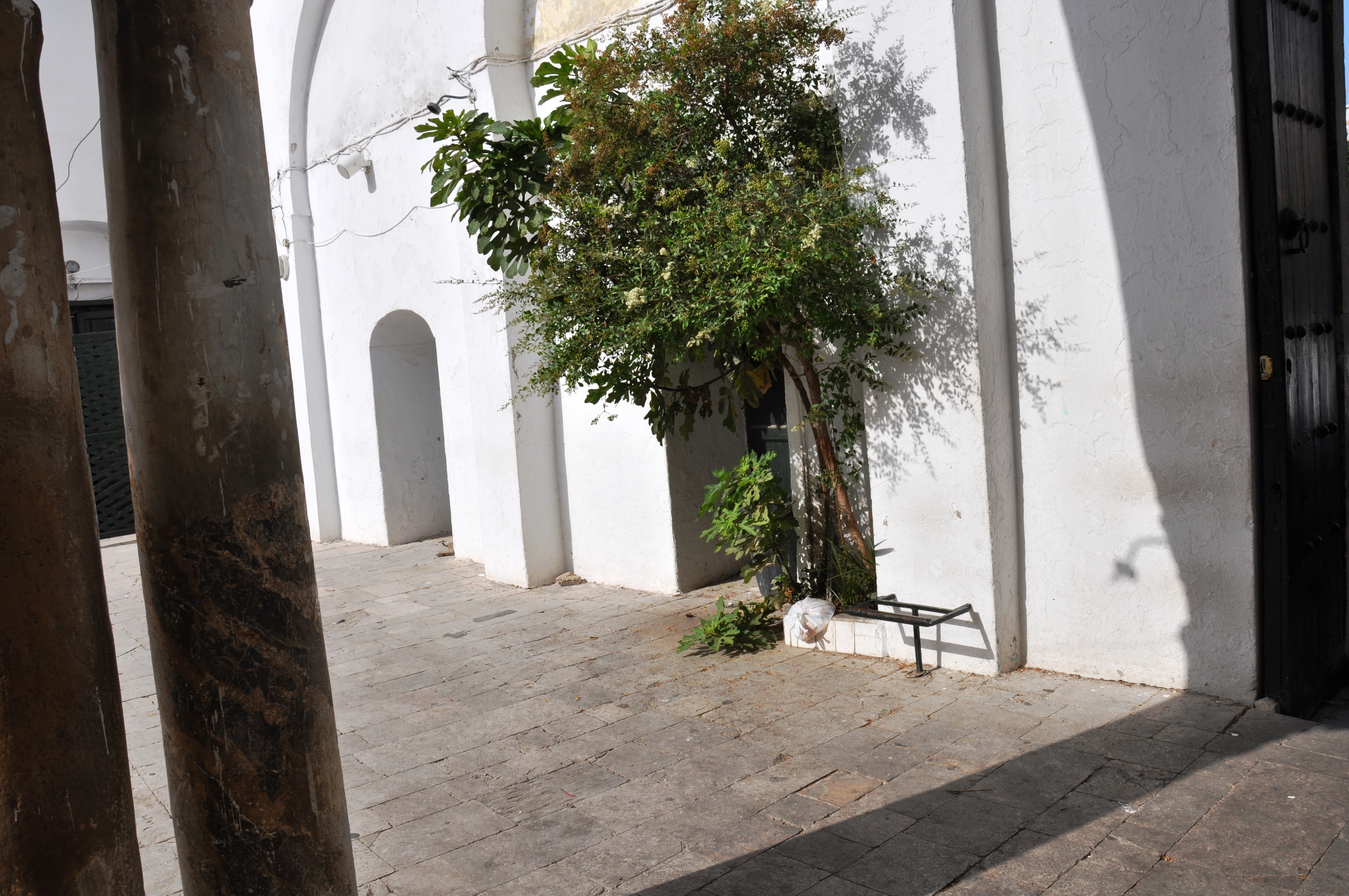
Cour de la mosquée
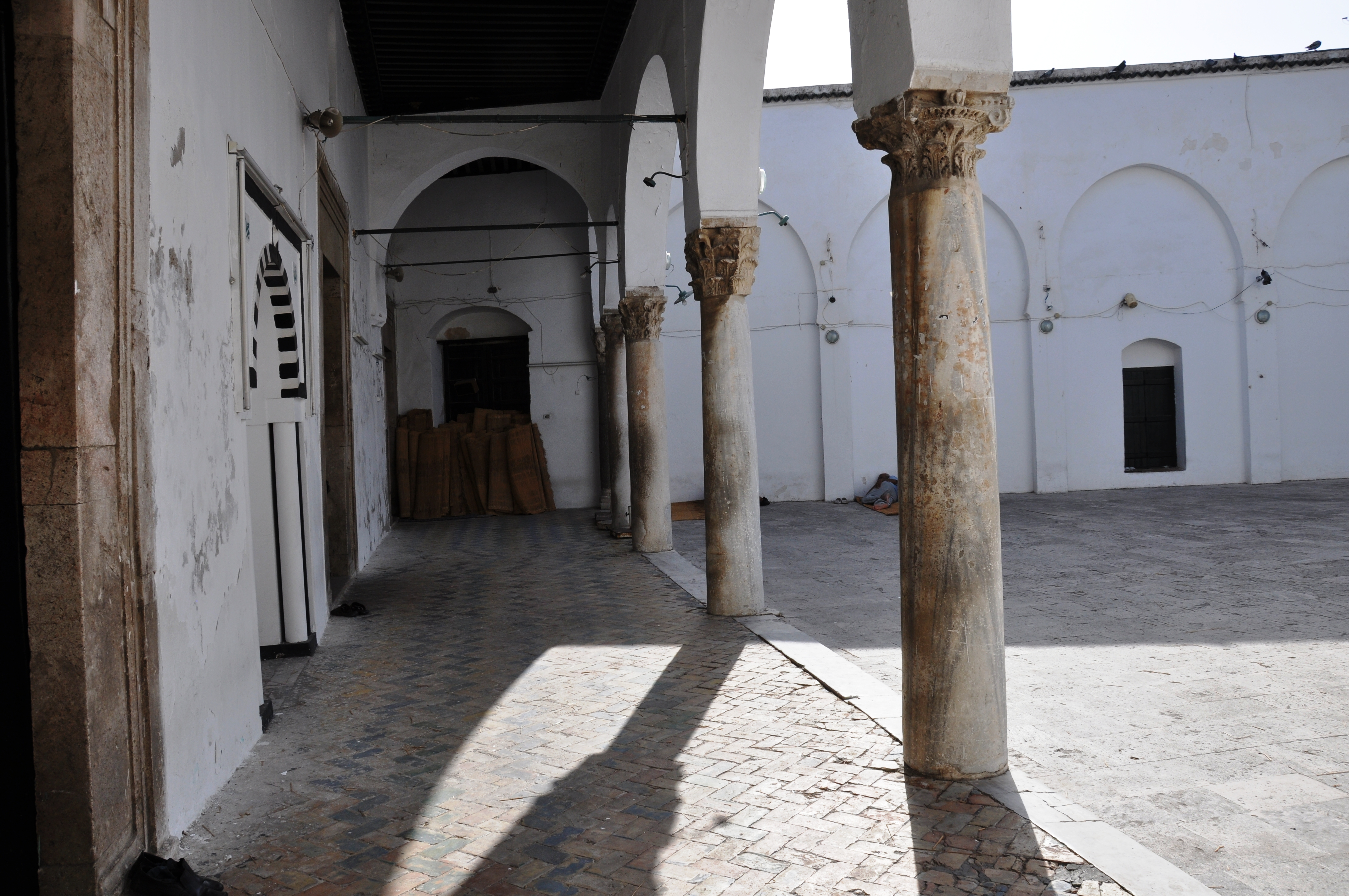
Arcades de la cour
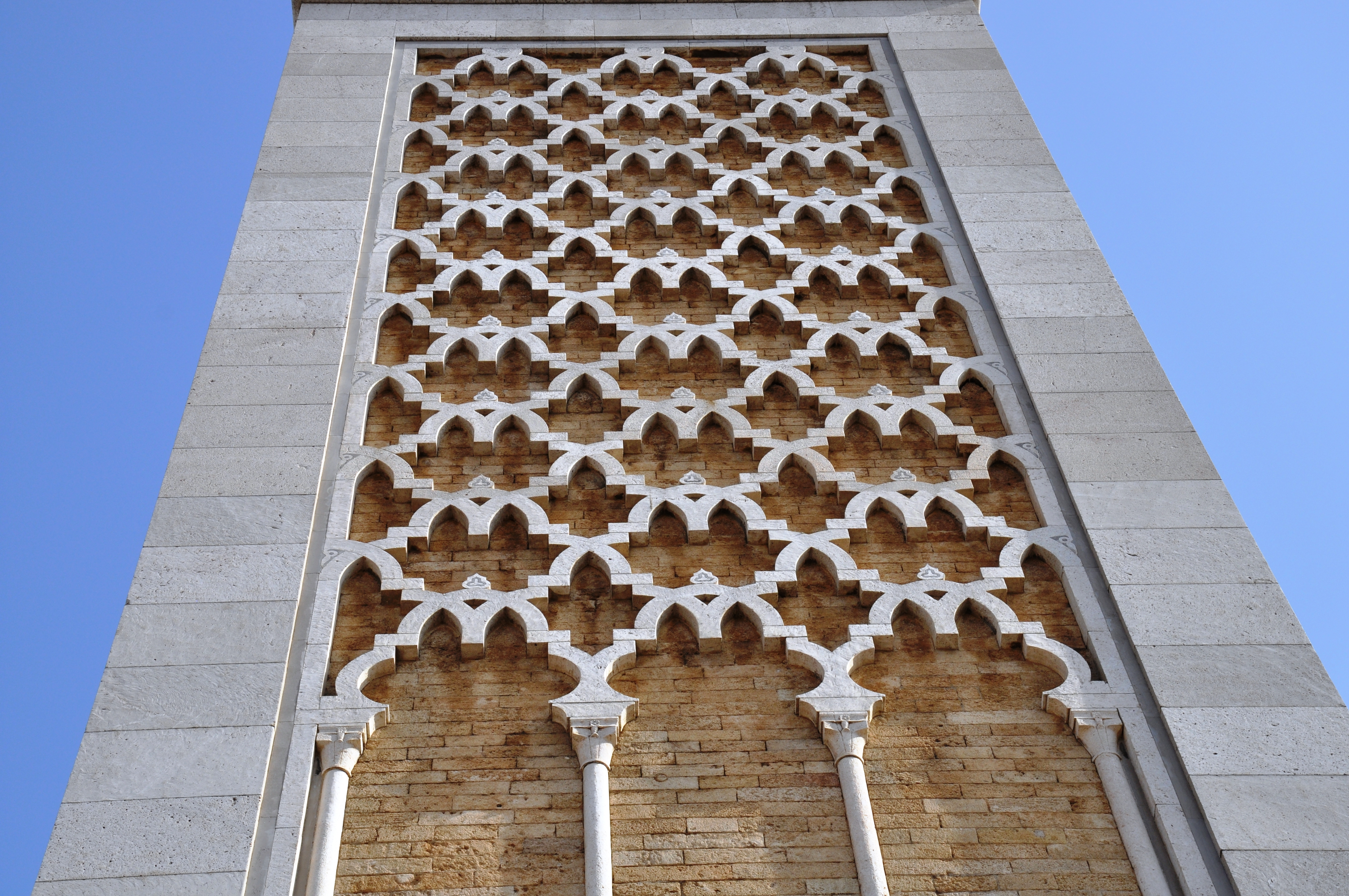
Arabesques du minaret
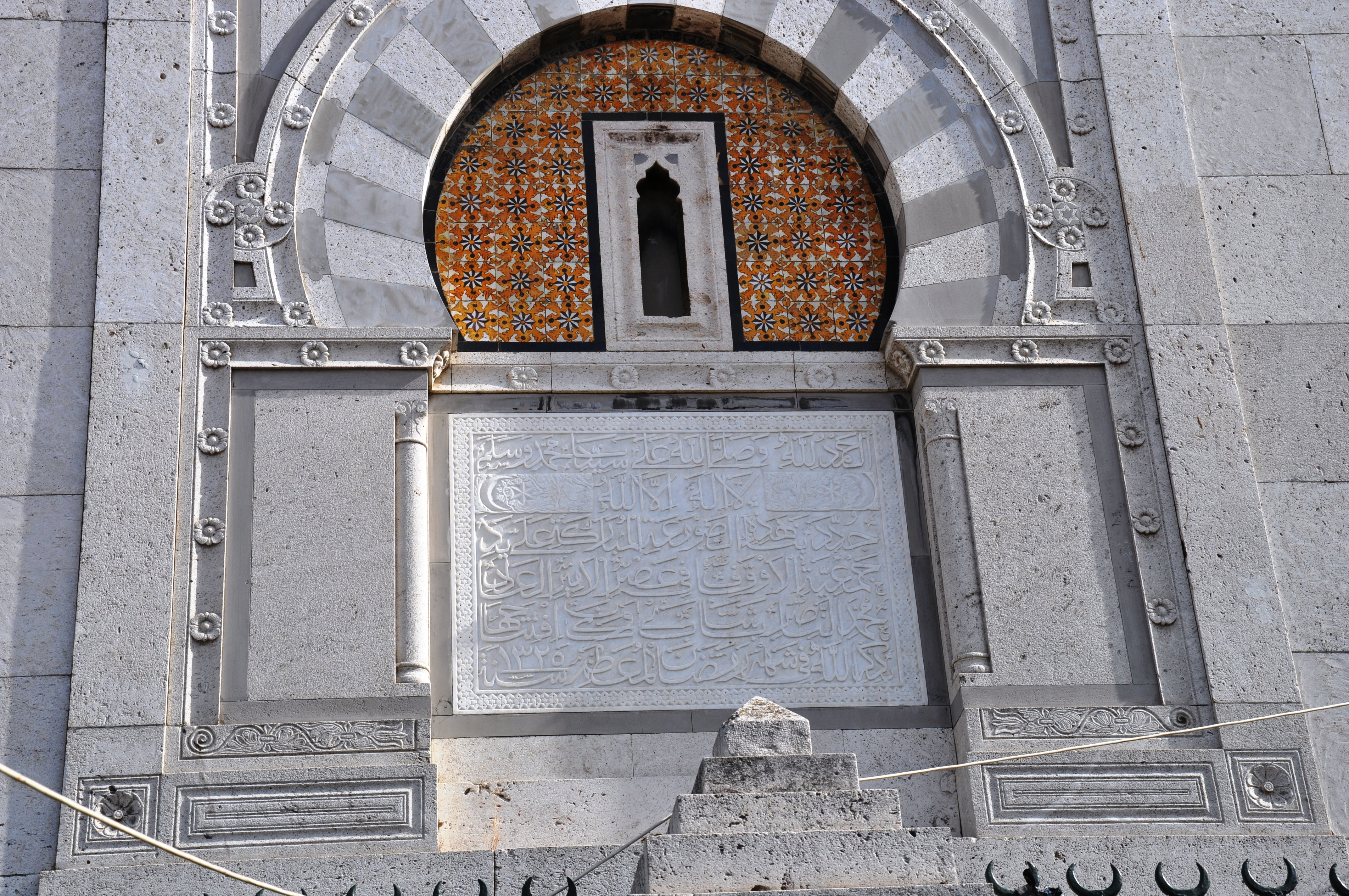
Détail de l'une des façades